# Provincia della Carolina del Nord
La provincia della Carolina del Nord è stata una colonia britannica nata nel 1729 dalla suddivisione della provincia della Carolina.
Fu una delle tredici colonie a fondare gli Stati Uniti d'America.